# Терминальные состояния
Терминальные состояния (от лат. terminalis — пограничный, конечный) — патологофункциональные изменения, в основе которых лежат нарастающая гипоксия всех тканей (в первую очередь, головного мозга), ацидоз и интоксикация продуктами нарушенного обмена.

## Процессы
Наиболее существенным является угасание функций центральной нервной системы.
Нарастающая гипоксия и последующая аноксия в клетках головного мозга (прежде всего, коры головного мозга) приводят к замене окислительного типа обмена на гликолитический.
При этом наблюдается нарушение синтеза АТФ, ионных градиентов, образуются свободные радикалы, повышается проницаемость клеточных мембран.
Эти изменения обмена влекут за собой деструктивные изменения в клетках, что проявляется в виде мутного набухания, гидропической дегенерации.
В принципе, эти изменения являются обратимыми и, при восстановлении нормального снабжения тканей кислородом, не влекут угрожающих жизни состояний. Но при продолжающейся аноксии они переходят в необратимые дегенеративные изменения, которые сопровождаются гидролизом белков, и, в конце концов, развивается аутолиз. Наименее устойчивыми к гликолитическому типу обмена являются ткани головного и спинного мозга; всего лишь 4—6 минут аноксии достаточно, чтобы произошли необратимые изменения в коре головного мозга. Несколько дольше при гликолитическом типе обмена могут функционировать подкорковая область и спинной мозг. Выраженность терминальных состояний и их продолжительность зависят от выраженности и быстроты развития гипоксии и аноксии.
- К терминальным состояниям относят:
  - тяжёлый шок (шок IV степени)
  - запредельная кома
  - коллапс
  - преагональное состояние
  - терминальная пауза
  - агония
  - клиническая смерть

## Стадии терминальных состояний
1. Преагональное состояние
2. Терминальная пауза
3. Агональное состояние
4. Клиническая смерть

### Преагональное состояние
Характеризуется расстройством дыхания, пульс частый, кожные покровы бледные, сознание спутанное.

### Терминальная или агональная пауза
Бывает не всегда (отсутствует при ударах током, но ярко выражена при кровопотерях). Клинически она проявляется остановкой дыхания (вследствие увеличения влияния блуждающего нерва) и преходящими периодами асистолии от 1—2 до 10—15 сек.
При агональном состоянии наблюдается резкая бледность кожных покровов, дыхание аритмичное. Пульс не определяется. Зрачки расширены. Преагональное и агональное состояния могут длиться от нескольких минут до нескольких часов (иногда они могут быть очень кратковременные, поэтому не всегда возможно их отследить).

### Агональное состояние
Начинается с момента первого вдоха после терминальной паузы, характеризуется коротким возобновлением жизненных функций. Появляется дыхание — гаспинг, которое к концу агонии напоминает акт глотания. Повышается АД, ЧСС. Функции коры головного мозга угнетаются, вследствие чего уменьшается её тормозное влияние, что приводит к усилению возбуждения ствола головного мозга. Это и является причиной временного возобновления жизненных функций.

### Клиническая смерть
Дыхание отсутствует; пульс не определяется, кожные покровы бледные; зрачки расширены, не реагируют на свет.
Тяжёлый шок, запредельная кома, коллапс могут переходить в состояние клинической смерти или другие терминальные состояния. В то время, как предагональному состоянию, терминальной паузе, агонии и клинической смерти совсем необязательно должны предшествовать шок, кома или коллапс. В течение терминального периода происходят тяжёлые патологофункциональные расстройства во всех тканях и органах. Иногда терминальный период бывает таким длительным и тяжёлым, что в коре головного мозга развивается состояние необратимости, когда реанимационные мероприятия оказываются бессмысленными и оживление человека невозможно даже после нескольких секунд клинической смерти.
После клинической смерти следует биологическая смерть — завершающий этап умирания. Оказывание алгоритма неотложной помощи при биологической смерти не имеет смысла.